# Globulaire rampante
Globularia repens
Espèce
Classification APG III (2009)
La Globulaire rampante (Globularia repens) est une toute petite plante gazonnante à fleurs bleues poussant sur les rochers en zone montagneuse méridionale (Alpes, Pyrénées).
Elle appartient au genre Globularia et à la famille des Plantaginacées (autrefois à celle des Globulariacées dans la classification de Cronquist).
Synonymie :
- Globularia cordifolia subsp. nana (Lamarck) P. Fournier ;
- Globularia nana Lam.

## Description

### Écologie et habitat
Plante vivace (sous-arbrisseau), orophyte des Pyrénées (jusqu'aux Corbières) et des Alpes du Sud, poussant entre 400 et 2 500 mètres, le plus souvent sur les rochers exposés au soleil. Préférence pour le calcaire.
- Floraison : de mai à juillet
- Pollinisation : entomogame
- Dissémination : épizoochore

### Morphologie générale et végétative
Sous-arbrisseau nain, rampant et généralement très gazonnant. Les feuilles sont toutes disposées en rosette basale. Elles sont très petites, à limbe entier coriace et luisant, rarement entièrement ouvert, de forme spatulée et terminé en pointe, avec une nervure centrale nettement marquée.

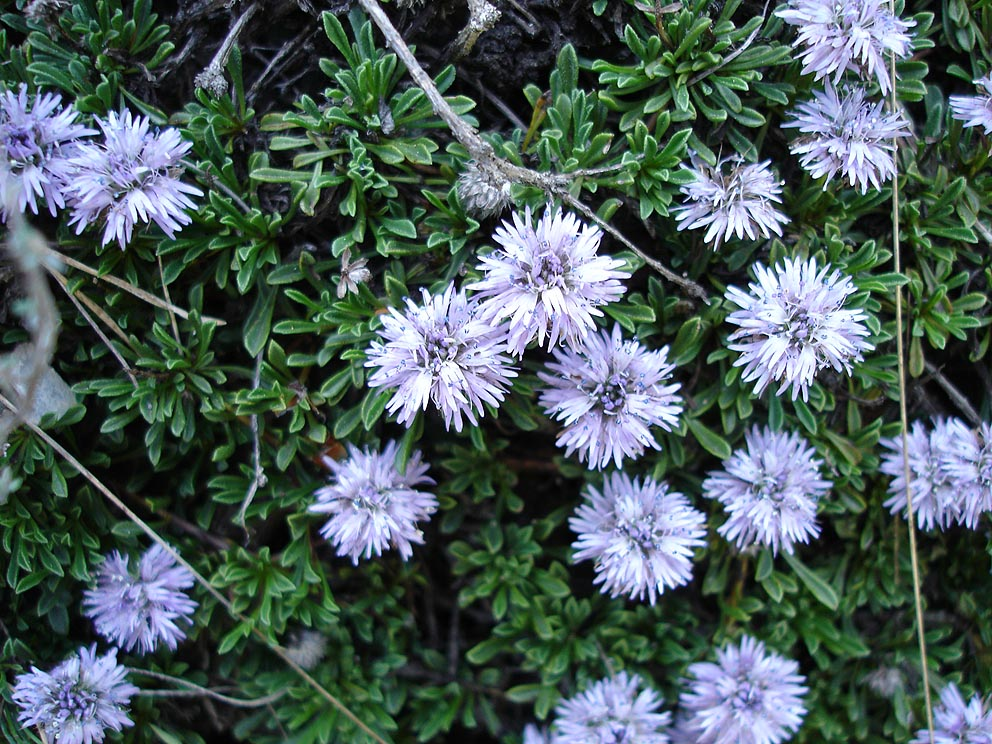
Feuilles et capitules
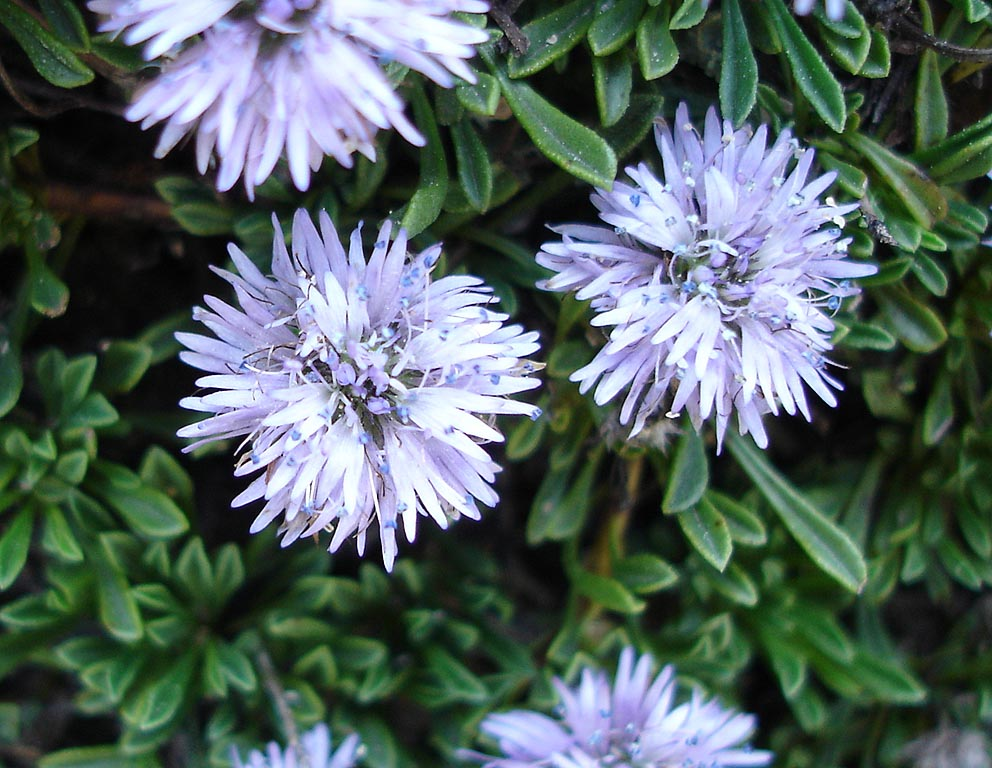
Capitules

### Morphologie florale
Petites fleurs bleues à mauves disposées en capitule simple (1 cm de diamètre) à l'extrémité d'une hampe nue ne dépassant pas 2 cm. Involucre de bractées velues. Calice hérissé. Comme pour toutes les globulaires, ce sont des fleurs irrégulières avec une corolle à deux lèvres : la lèvre supérieure minuscule à deux lobes soudés ; la lèvre inférieure échancrée à trois lobes soudés à la base.

### Fruit et graines
Le fruit est un petit akène inclus dans le calice persistant.